# Los Menucos
Los Menucos es un pueblo de Argentina. Pertenece al departamento 25 de Mayo, en la zona sur de la provincia de Río Negro, al norte de la Patagonia.

## Toponimia
Recibe su nombre del vocablo mapudungun para describir los pantanos o tembladerales que se hallaban en el lugar.

## Geografía
Se alza en una meseta semidesértica con vegetación de estepa, a 803 m s. n. m. Hay una laguna salada a cien metros de la población. En la zona se han encontrado fósiles de reptiles de 140 millones de años, lo mismo que grandes árboles petrificados, que indican que fue una selva tropical antes de la emergencia de la Cordillera de los Andes. Ubicada sobre uno de los caminos indígenas que unían la región de Las Manzanas con la zona de la costa, fue transitada por cientos de años por tribus tehuelches y pampas.

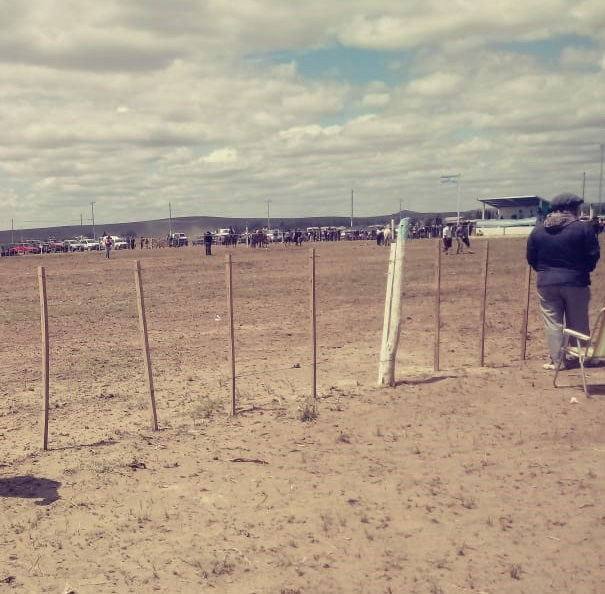
Doma de caballos en Los Menucos realizada el 9 de diciembre del 2018

## Cómo llegar
Los Menucos es una localidad de importancia de la Línea Sur y vínculo principal hacia el Alto Valle. Se encuentra a 370 km de San Carlos de Bariloche, a 500 km de Viedma y a 220 km de General Roca. Los accesos son:
- Este: (desde Sierra Grande, Puerto Madryn, Trelew, Las Grutas). Al comenzar la ruta provincial N.º 23 se realizan 264 kilómetros para llegar.
- Oeste: (desde Bariloche, Siete Lagos, Villa Angostura, El Bolsón). Por la Ruta Nacional N.º 23 transitar aproximadamente 368 kilómetros.
- Norte: (desde General Roca, Alto Valle). Transitar por la ruta provincial N.º 6 y tomar el acceso a la derecha en la intersección con la ruta provincial N.º 8, por la cual se llega a la localidad.
- Sur: (desde El Caín y Chubut, Gan Gan). Recorrer la ruta provincial N.º 8.[1]

## Población
Los resultados definitivos del censo 2010 arrojaron que el municipio posee 5187 habitantes. La tasa de crecimiento demográfico con respecto al censo 2001 fue 7,30 %,. Esto representó un incremento del 93 % frente a los 2689 habitantes (Indec, 2001) del censo anterior. 

El censo 2022 arrojó 1.772 viviendas con una población estable de 4.244 habitantes en el municipio.
| Gráfica de evolución demográfica de Los Menucos entre 1991 y 2022 |
|                                                                   |
| Fuente: Censos nacionales del INDEC                               |

## Historia

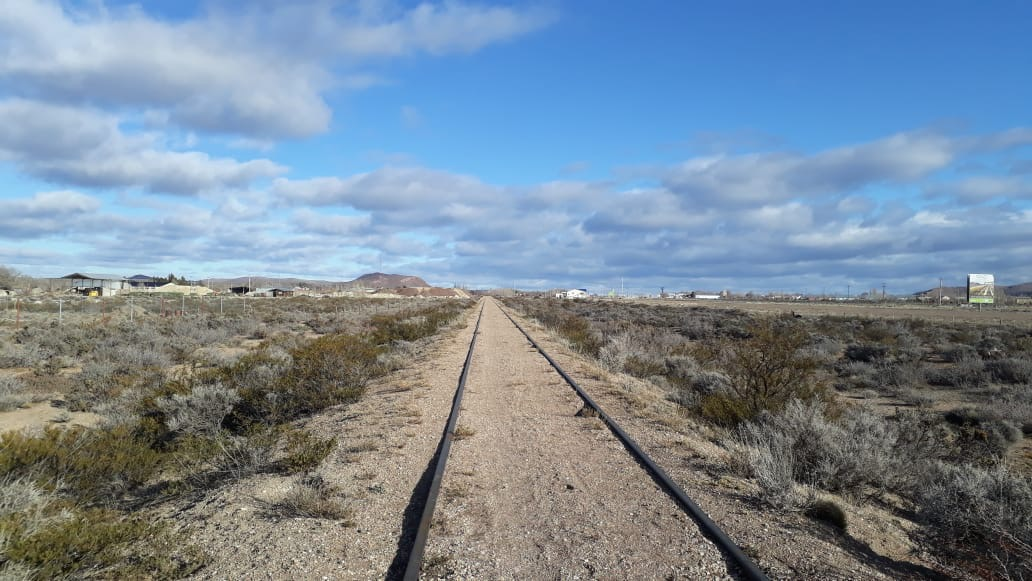
Vías atravesando Los Menucos, que originariamente era zona de pantanos, en la actualidad presenta un relieve semiárido.

Los Menucos se pobló inicialmente, a principios de siglo XX, por indígenas que provenían del centro de la provincia de Buenos Aires (los «azuleros») y de la actual provincia de La Pampa (los «salineros»). Desplazados hacia el sur con sus pequeños rebaños por el avance del «hombre blanco», sólo al llegar allí encontraron tierras fiscales, susceptibles de ocupar y todavía despobladas, que sin embargo ofrecían aptitudes para el asentamiento permanente: en aquel entonces había buenas pasturas naturales y agua abundante.
Al poblamiento indígena inicial se agregaron pronto algunos comerciantes de origen europeo. La primera casa de ramos generales, sucursal de una firma alemana, se instaló en 1906. 
En 1911 se desarrollan los trabajos de la construcción del ferrocarril al Nahuel Huapi, bajo la dirección del ingeniero Guido Jacobacci. La estación fue por un tiempo punta de rieles. Un participante de los trabajos señala que en ese momento Los Menucos contaba ya con cuatro o cinco casas, almacenes y boliches. Ese mismo año recibe la visita del padre salesiano Andrea Pestarino. También de los equipos de la Comisión de Estudios Hidrológicos que dirige Bailey Willis, los primeros en relevar topográficamente el área. Junto con los trabajos llegaron inmigrantes españoles, italianos y libaneses, y unos pocos argentinos.
En 1916 se instaló un destacamento de policía y en 1922 una escuela primaria. En ese año se inicia la extracción de piedra laja.
En los años 1920 se recogen cantidad de instrumentos líticos, boleadoras y cuentas de collar que forman la colección de Próspero Alemandri. La zona no vio el crecimiento de grandes latifundios sino propiedades pequeñas. Sus campos pueden sustentar 500 animales por legua.
El municipio se crea oficialmente por decreto nacional del 7 de diciembre de 1927. En 1933 se crea el juzgado de paz. En 1934 se aprueba la creación de una Comisión de Fomento, «en atención a la importancia adquirida por el lugar». En 1960 se le otorgó categoría de Municipio Rural. Contaba entonces con 1749 habitantes. 

Los Menucos no escapó a las crisis que sacudieron a la Línea Sur cada vez que caía el precio de la lana en el mercado internacional, y ha sido, como los otros pueblos, expulsora de población. Pero hacia los años 1960 diversificó su economía con la explotación de yacimientos de piedra laja y caolín, los más importantes de la provincia. Se la considera la Capital de la Piedra Laja y anualmente tiene lugar el Festival Nacional del mismo nombre. Además de estos minerales hay en el área yacimientos de piedra caliza, pórfidos y fluorita. En la actualidad se llevan a cabo prospecciones para verificar la existencia de oro, con proyectos millonarios que generan alarma por la posible utilización masiva de cianuro en su explotación.

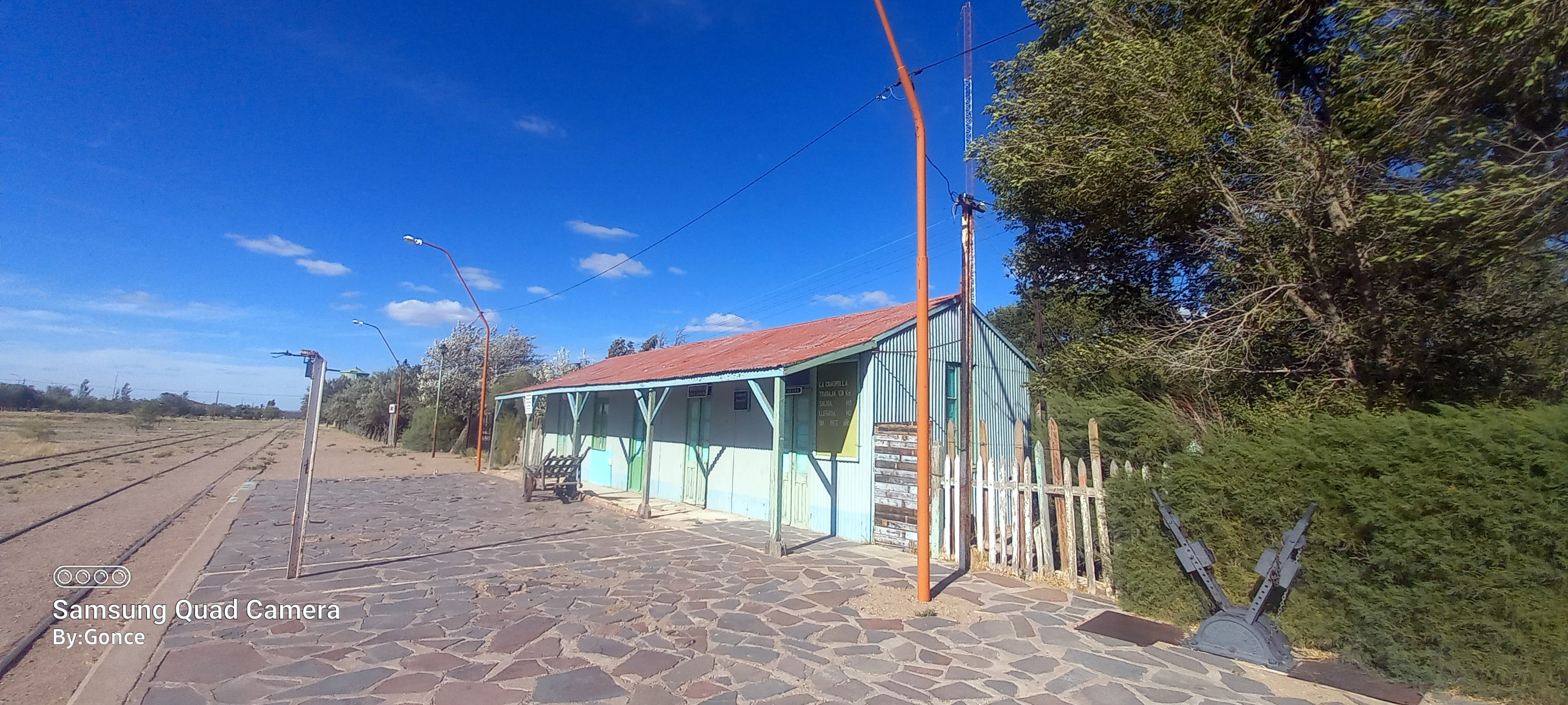
Antigua estación conservada y en funciones.

Por otra parte se realizan experiencias de aprovechamiento del choique y de la lana de guanaco en forma sustentable. También se atiende a la forestación, desde un vivero local.

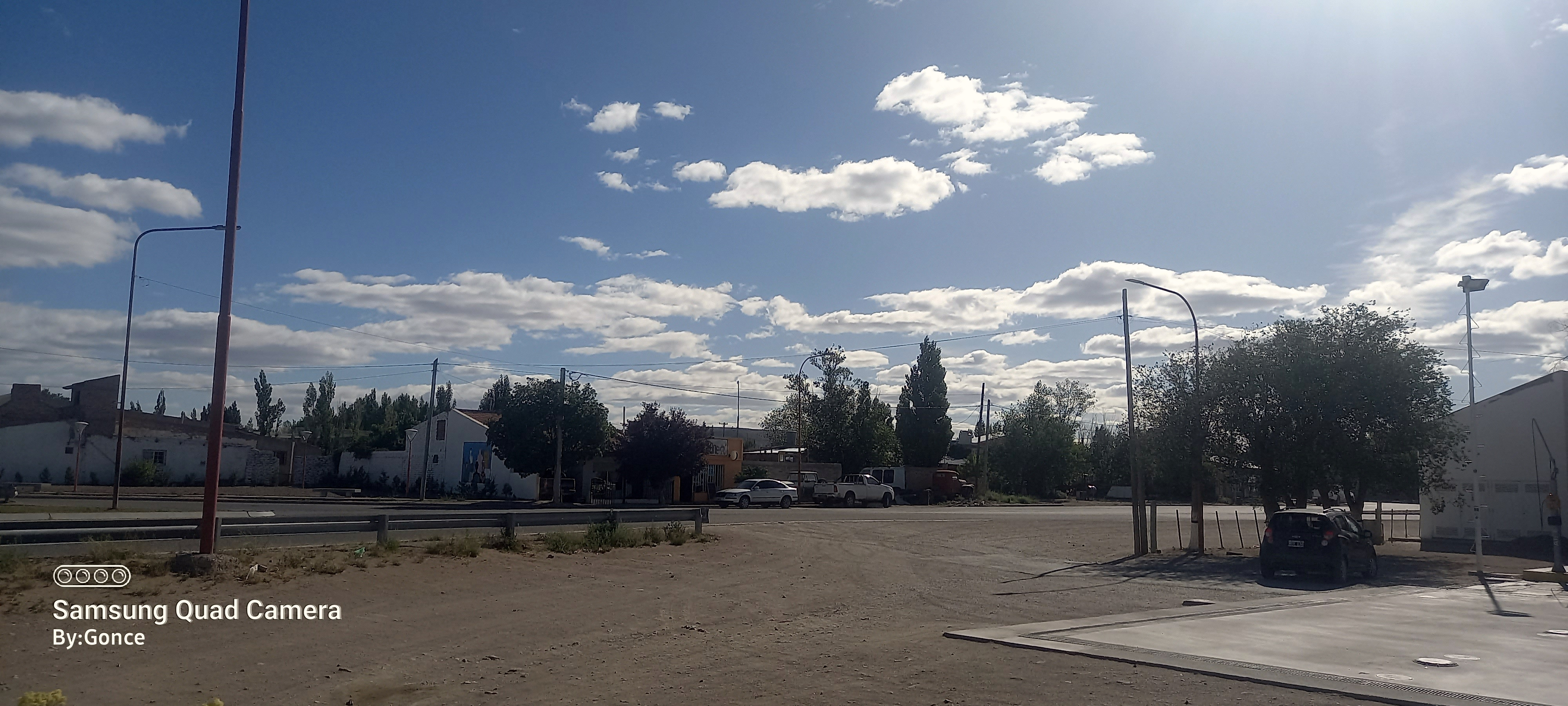
Calles muy forestadas de la localidad.

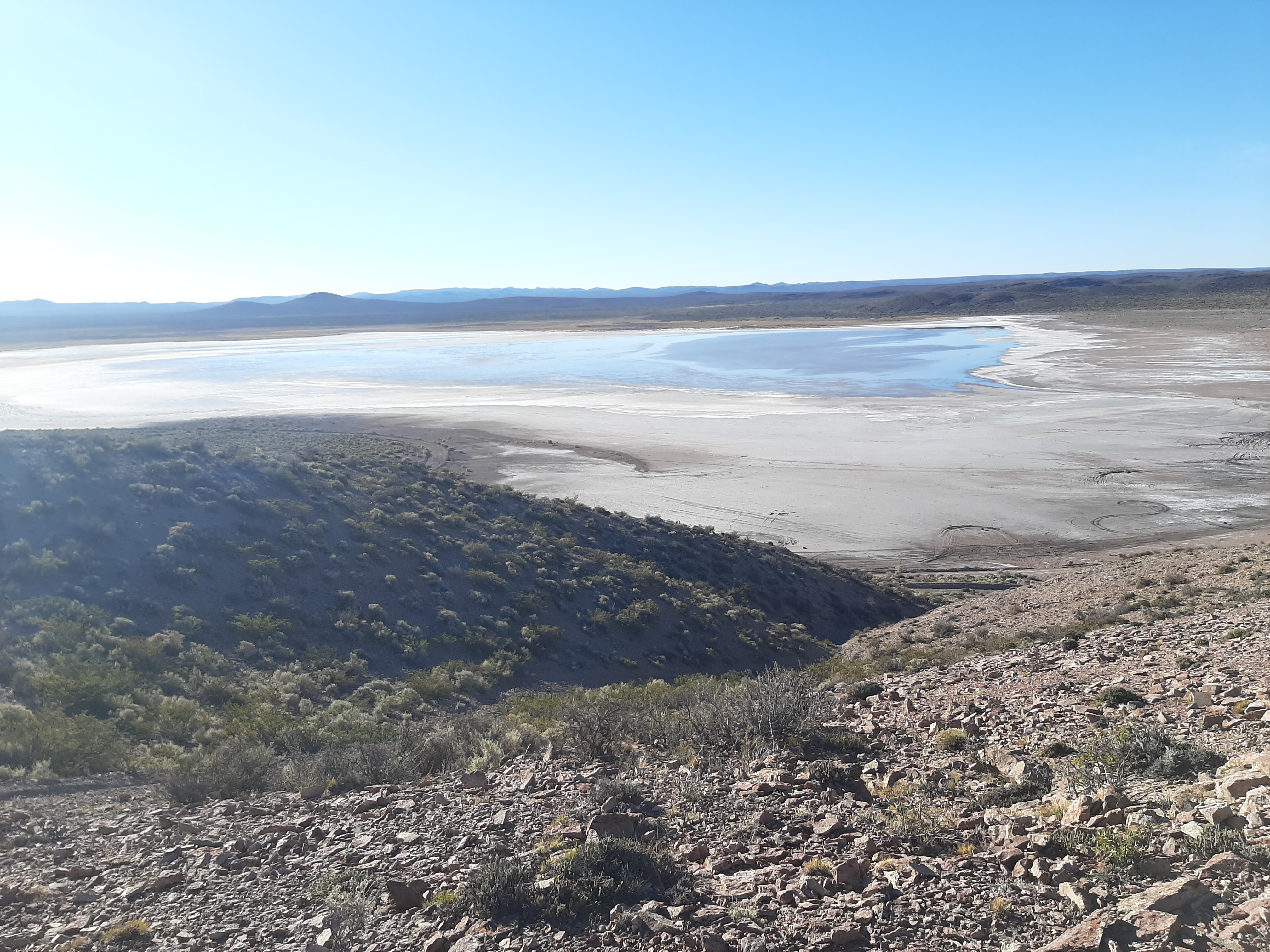
El Salitral, Los Menucos, Salina

En el aspecto social se detecta un 38 % de NBI (2001) y un 20 % de los adultos no leen ni escriben. En 1994 se contaban 198 puestos de trabajo para una población de 2283 habitantes. Hay cinco establecimientos educativos, un grupo de artesanas, red de gas. En los últimos años se trabajó en el embellecimiento del pueblo, utilizando piedra de la cantera local. A principios de 2007 el gobierno provincial anunció la apertura de un centro de estudios técnicos orientados a la producción.
Los Menucos, que se encuentra en el cruce de la RN 23 y la ruta provincial RP 8, cuenta con un Motel del Automóvil Club Argentino. Hay una estación de ferrocarril de Servicios Ferroviarios Patagónicos (SEFEPA), con una frecuencia bisemanal (febrero de 2007) y ómnibus que conectan con General Roca, Bariloche y Viedma, la capital provincial.
En 1956 el nombre Los Menucos fue otorgado a una cordillera de la Antártida, por el lugar de nacimiento del suboficial Obermeier, integrante de uno de los primeros vuelos de reconocimiento en esa región inexplorada que comenzaron hacia 1906, con las primeras excursiones de carretas desde la costa hacia la Cordillera.

## Lugares Para Visitar
- Los establecimientos rurales de Don Pedro y Los dos Hermanos.

- Meseta Infinita, con establecimientos rurales.
- Los Flamencos, La Arboleda, El Chacay, La Caledonia, canteras de piedra laja y Cooperativa de artesanos.
- El Circuito de las Lagunas.
- Meseta de Somuncurá, Prahuaniyeu y Comicó.
- Criaderos de guanacos y de choiques.
- Pinturas rupestres, picaderos y rastros de asentamientos antiguos de habitantes originarios.
- El Salitral

En la zona de Los Menucos y alrededores se pueden realizar diferentes actividades. Entre ellas están las visitas a establecimientos rurales, donde se podrán realizar actividades de campo; el reconocimiento de fauna y flora autóctona y exótica; cabalgatas; trekking de distinta intensidad; safaris fotográficos y salidas en bicicletas.

## Parroquias de la Iglesia católica en Los Menucos

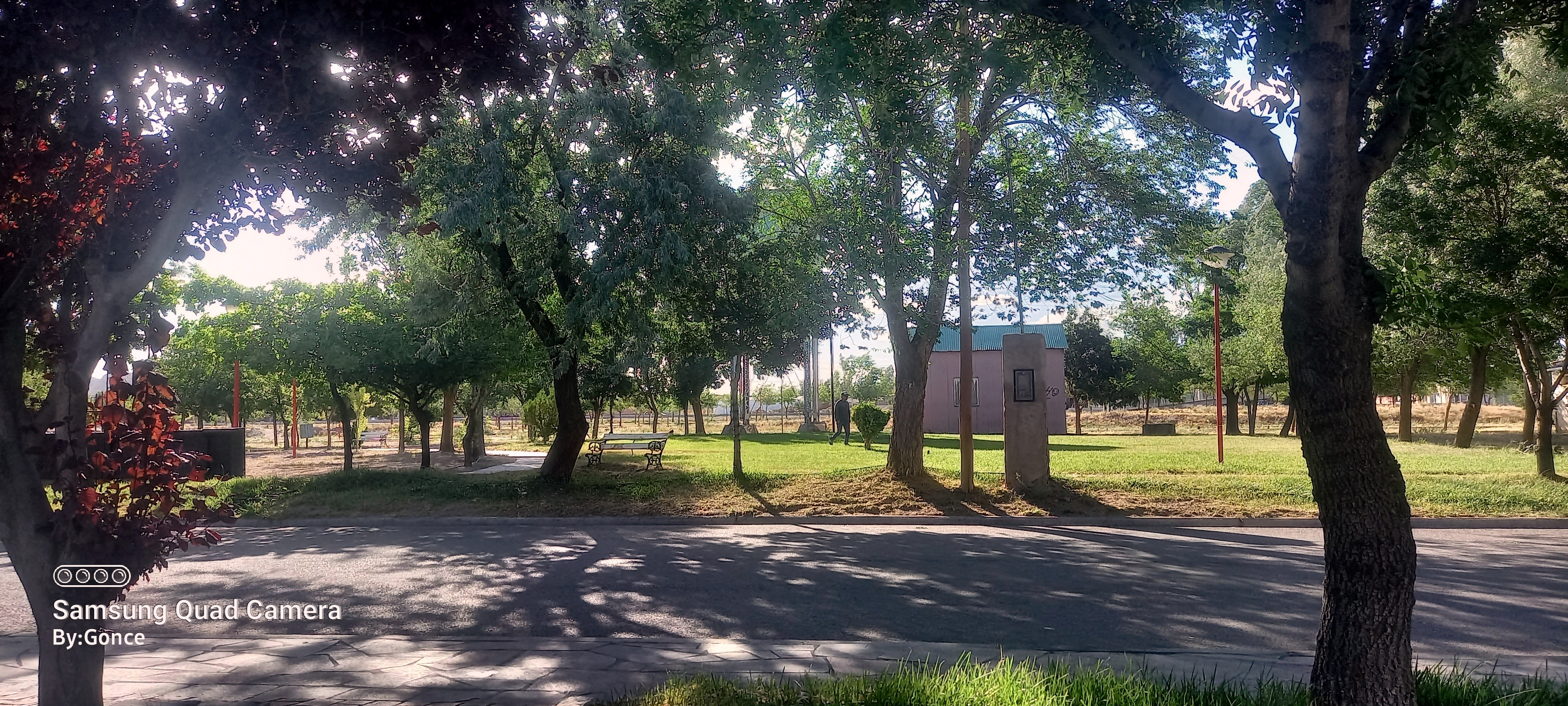
Antiguo tanque de la estación aprovechado para riego de espacio verde

| Diócesis  | San Carlos de Bariloche  |
| --------- | ------------------------ |
| Parroquia | Sagrado Corazón de Jesús |